# Aeropuerto de Thompson
El Aeropuerto de Thompson (del inglés: Thompson Airport) (IATA: YTH, OACI: CYTH) está ubicado a 3 MN (5,6 km; 3,5 mi) al norte de Thompson, Manitoba, Canadá. Este es el tercer aeropuerto más ocupado de Manitoba luego del Aeropuerto Internacional de Winnipeg-Armstrong y el Aeropuerto de Winnipeg-Saint Andrews.

## Aerolíneas y destinos
- Perimeter Airlines
  - Winnipeg / Aeropuerto Internacional James Armstrong Richardson
  - Brochet / Aeropuerto de Brochet
  - God's Lake Narrows / Aeropuerto de God's Lake Narrows
  - God's River / Aeropuerto de God's River
  - Lac Brochet / Aeropuerto de Lac Brochet
  - Lynn Lake / Aeropuerto de Lynn Lake
  - Oxford House / Aeropuerto de Oxford House
  - Tadoule Lake / Aeropuerto de Tadoule Lake
  - York Landing / Aeropuerto de York Landing
- Calm Air
  - Winnipeg / Aeropuerto Internacional James Armstrong Richardson
  - Arviat / Aeropuerto de Arviat
  - Baker Lake / Aeropuerto de Baker Lake
  - Chesterfield Inlet / Aeropuerto de Chesterfield Inlet
  - Churchill / Aeropuerto de Churchill
  - Gillam / Aeropuerto de Gillam
  - Rankin Inlet / Aeropuerto de Rankin Inlet
  - Shamattawa / Aeropuerto de Shamattawa
  - South Indian Lake / Aeropuerto de South Indian Lake